# Bošácká bradla
Bošácká bradla (slovensky Bošácké bradla) jsou geomorfologický podcelek Bílých Karpat. Leží na jihu střední části pohoří, přibližně mezi Dolní Súčou a Starou Turou.

## Polohopis
Podcelek leží na jihu střední části Bílých Karpat a tvoří ho úzký pás území mezi severozápadně ležícími podcelky pohoří a jihovýchodně ležícím Považským podolím. V rámci pohoří sousedí se Súčanskou vrchovinou, Lopeníckou hornatinou, Beštinami a Javorinskou hornatinou. Jihozápadním sousedem je Myjavská pahorkatina a jižním a jihovýchodním směrem se země snižuje do Bielokarpatského podhůří, patřícího k Považskému podoliu. 

## Ochrana přírody
Území je součástí CHKO Bílé Karpaty, z maloplošných chráněných území zde leží:
- Krasín
- Drietomica – přírodní památka
- Jachtár – přírodní rezervace
- Kurinov vrch – přírodní památka
- Blažejová – přírodní památka [2]

## Doprava
Bošácké bradla protínají významné silniční tahy na Moravu, silnice I/54 (Nové Mesto nad Váhom – Veselí nad Moravou) a silnice I/9 s navazující silnicí I/50 na české straně (Drietoma – Starý Hrozenkov).